# アルバート・B・フォール
アルバート・ベーコン・フォール（英語: Albert Bacon Fall, 1861年11月26日 - 1944年11月30日）はニューメキシコ選出のアメリカ合衆国上院議員でウォレン・ハーディング大統領内閣の内務長官。ティーポット・ドーム事件への関与で彼の名は悪名高いものになった。

## 若年期と家族
フォールは1861年ケンタッキー州フランクフォートで、父のウィリアム・R・フォールと母のエドモニア・テイラー・フォールの間に生まれた。フォールは幼少の時にテネシー州ナッシュヴィルの学校に通ったが主に独学であった。11歳の時フォールは綿工場で働き、この早い時期の就労が、彼が生涯苦しんだいくつかの呼吸器官の健康問題の最もありえる原因となった。これらの病気のために、青年時のフォールはよりよい気候を求めて西に向かった。彼はオクラホマとテキサスに住んだが、最終的には彼が法律を学んだニューメキシコ準州のラスクルーセスに居住した。
1883年5月7日、フォールはテキサス州クラークスヴィルでエマ・ガーランド・モーガンと結婚した。夫婦は息子のジョン・ジャック・モーガンとアレクシナ・チェイス、キャロライン・エヴァーハート、ジュエット・エリオットの3人の娘に恵まれた。ジャックと彼の姉妹のキャロラインは、1918年に全土に蔓延したインフルエンザで一週間あけずに死亡した。家族の住居はニューメキシコ州のトゥラロサ・ベイスンにあった。フォール家はテキサス州エルパソにも居を構えていた。
米西戦争の間、フォールは歩兵部隊の隊長として務めた。

## アルバート・ジェニングス・ファウンテン事件
著名なニューメキシコのガンマンで牧場主、牛泥棒かつアウトロー、さらには非常勤の連邦保安官代理であったオリヴァー・M・リーは、彼の雇用したジム・ギリランドとウィリアム・"ビリー"・マクニューと共に、「アルバート・ジェニングス・ファウンテン失踪事件」と名付けられた1896年のアルバート・ジェニングス・ファウンテン大佐と彼の息子ヘンリー失踪と推定された殺害の疑いがもたれた。彼らはその事件に関して法執行者のパット・ギャレットと仲間に追及され、アラモゴード近くでギャレットらと銃撃戦を交え、結果としてカート・カーニー保安官代理が殺された。ギャレットらは撤退し、リーは後に他の法執行者に捕らえられた。 彼と友人たちはアルバート・フォールに弁護され、アルバート・ジェニングス・ファウンテン事件での殺害について無罪になった。
額面通りに受け取ると、これは依頼者を弁護したフォールが単純に腕の良い弁護士のように見える。しかし、リーの殺人事件への関与は、フォールの事件への関与と同様、無罪放免が示すよりも深いものであった。ファウンテンは彼の土地の所有権のために、同じく土地所有者のリーとアルバート・フォールの強大なライバルで、彼が雇っていたのは、三流のガンマンのビリー・マクニューとジム・ギリランドであった。フォールはファウンテンを嫌っていた事でよく知られていた。フォールのオリヴァー・リーとの繋がりは、フォールが刑事事件の間にリーを支援した時に始まった。法的な事項によるフォールの違法の支援の継続と引き換えに、リーと彼のガンマンは、土地の取得と、必要な時にフォールに投票するよう有権者を脅迫する両方の目的で、フォールの側に付いた地元の居住者を襲撃した。1890年代後半まで、リーは地域の他の牧場主から牛を盗み続け、彼の所有と偽るために焼き印を改造した。警察が迫った時には、フォールが法律問題を扱った。
しかしファウンテンは、フォールとリーの一党をあまり恐れておらず、法廷ではもちろん政治的な場所でも公然と彼らに立ち向かった。多くの要素が、リーはファウンテンの失踪と殺害にかかわりがあったことを示していたが、 捜査官たちはフォールが作り出した賄賂のきく地元の裁判の制度に立ち向かわなければならず、そのすべてはある程度フォールによって支配されていた。ファウンテンと彼の息子の遺体は決して発見されることはなく、それは有罪の求刑を妨げた。アルバート・フォールは最終的には犯罪で訴えられた3名の男性すべてを弁護した。彼らはこの事件の主犯のオリヴァー・リー、ジム・ギリランド、そしてビリー・マクニューで、捜査官は裁判を続けられるような別の指示を受ける事はなかった。マクニューに対する起訴は却下され、リーとギリランドは放免された。何よりも彼らの告発の結末は、そこに遺体の出ないままに決められた。この裁判に続いて、さらなる法執行官からの干渉のないままに、フォールとリーは横領の悪巧みをしながら彼らの土地を再び取り戻した。

## 経歴
1879年から1881年の時期、彼は法律の勉強中に教育者として雇われた。彼は1891年に弁護士資格を得てすぐに開業した。彼は1893年に第3司法地区の判事を務めた。
1908年、彼は元保安官のパット・ギャレットの殺害容疑者を弁護した。ギャレットはアルバート・ジェニングス・ファウンテン殺害の疑惑を追っていた法執行者であった。
フォールは共和党員として、1912年に最初のニューメキシコ選出の合衆国上院議員の一人として選出された。もう一人の上院議員はトーマス・B・カトロンで、フォールとカトロンが、選挙を確実なものにするために政治的同盟を組んでいた事は広く知られていた。これに関する議論で、フォールは地元の共和党の標的となり、共和党は、フォールはニューメキシコの州制の実現への努力になんの貢献もしていないと信じて、彼らの指名候補に値しないと断じた。フォールはまた、民主党からも激しく嫌われた。1913年、ニューメキシコ知事は特別選挙を行う事でフォールを失脚させる事を狙った信任状への署名を意図的に忘れ、フォールはその後に勝利した。1918年の選挙では、最初の辛い難関に直面したにもかかわらず、フォールは当選した。
彼は商務労働省歳出委員会議長を務め、普通選挙権の実現の運動と、アメリカが第一次世界大戦に参入した時の過激な孤立主義的傾向への支持で知られた。カトロンが1916年の予備選挙で敗れた後、フォールは唯一の地元の政治の同盟者を失った。 しかし彼が選出されて以来、後に悪名高いオハイオギャングを結成する事になる政治家らと親友になり、必然的に彼らは1921年にフォールを閣僚の地位に押し上げた。地方の政治家は彼に反対していたであろう時に、ニューメキシコ居住者内での彼の人気は非常に高かったと言われている。

### ティーポット・ドーム事件
フォールは1921年、ウォレン・ハーディング大統領から内務長官のポストに任命された。着任後すぐに、ハーディングはカリフォルニア州エルク・ヒルズ、カリフォルニア州ブエナ・ビスタ、ワイオミング州ティーポット・ドームのそれぞれの地の合衆国海軍の油田をフォールの内務省に移管するべく、海軍長官エドウィン・デンビを説得した。この最後の地名が一連の汚職事件の名前の由来となっている。その年の後、フォールは2人の友人、マンモス石油会社のハリー・F・シンクレアとパンナメリカン石油運輸会社のエドワード・L・ドヘニーに、これらの海軍の油田の一部を貸与する事を許可した。
彼は公開競争入札を行わずに貸与を決定し、ティーポット・ドーム事件を引き起こした。調査によってフォールに談合と賄賂の罪が発覚し、エドワード・L・ドヘニーから385,000米ドルが与えられたことが明らかになった。フォールは結果として1年間服役した。彼は職務上の不祥事の結果刑務所に入った最初の閣僚となった。歴史家の間では、フォールが死んだ時に「非常に曲がっていたので地面にねじ込まなければならなかった」というジョークがしばしば使われる。
ドヘニーは事件で無罪となっただけではなく、ドヘニーの会社は、100,000米ドルの賄賂が同額の「未収の負債」に変わったために、ニューメキシコ州トゥラロサ・ベイスンのフォールの自宅の担保権を確保までした。
彼は1944年11月30日、テキサス州エルパソで、長期間の療養の後に死亡した。
| 議会                   | 議会                                                               | 議会                      |
| ---------------------- | ------------------------------------------------------------------ | ------------------------- |
| 先代 -                 | ニューメキシコ州選出上院議員（第2部） 1912年3月24日 - 1921年3月4日 | 次代 Holm・O・Bursum      |
| 公職                   |                                                                    |                           |
| 先代 ジョン・B・ペイン | アメリカ合衆国内務長官 1921年3月5日 - 1923年3月4日                 | 次代 ヒューバート・ワーク |